# Station Knucklas
Knucklas is een spoorwegstation van National Rail in Powys in Wales. Het station is eigendom van Network Rail en wordt beheerd door Transport for Wales. 
Knucklas is een request stop: dat wil zeggen dat treinen hier alleen op aanvraag stoppen.